# Glanz, Eržen
Glanz je naselje v Občini Eržen v Okraju Špital ob Dravi  na Koroškem v Avstriji.